# Vatra (sastav)
Vatra je virovitički rock, pop sastav koji je osnovan 1999. godine. Vatri je općenita inspiracija za skladbe brit pop.
Svoj prvi CD objavili su 1999. godine pod nazivom Između nas. Ovim albumom bili su nominirani na novinarskoj rock nagradi Crni mačak 2000. godine u kategoriji za nadu godine. 2002. godine potpisali su ugovor s diskografskom kućom Dallas Records, i iste godine objavili album Anđeo s greškom. Slijedi niz izdanja, a 2008. godine objavljuju svoj peti studijski album Sputnik na kojem su producenti bili Jura Ferina i Pavle Miholjević.

## Članovi
- Ivan Dečak – vodeći vokal, ritam gitara
- Robert Kelemen – električna gitara
- Mario Robert Kasumović – bubnjevi
- Mihael Kurjančić – klavijature, prateći vokal
- Mario Radan – bass gitara

## Povijest sastava
Sastav je osnovan 1999. godine u Virovitici. 1999. godine potpisuju ugovor za izdavačku kuću Jabukaton i izdaju prvi album Između nas. Producent tog i budućih albuma Vatre je Denis Mujadžić - Denyken, kojeg sastav često ističe i kao dodatnog člana, a album je zapažen po nekoliko uspješnih singlova. Na novinarskoj rock nagradi "Crni mačak" 2000. godine ovim prvijencem bili su nominirani u kategoriji za nadu godine. Na promotivnoj turneji koja je uslijedila Vatra je odsvirala približno stotinu koncerata po Hrvatskoj i Bosni i Hercegovini te se tako već na samom početku profilirao kao sastav koji se najbolje dokazuje na sceni.
Vatra je prijateljski sastav sa sastavom Pavelom i vole se družiti privatno i poslovno. Međusobno približavanje dogodilo se spontano, nakon toga i bliska suradnja i utjecaji.

### Kronologija
- 2000. godine, članovi Vatre počinju sa snimanjem materijala za drugi studijski album, no nakon više mjeseci snimanja, sav materijal je izgubljen u računalnoj grešci. Kompletan album, Anđeo s greškom snimljen je ponovno 2002. godine uz pomoć nove izdavačke kuće, Dallas Records, te ostaje zabilježen kao jedini hrvatski album snimljen dvaput, (osim još i grupe Fit). Producent albuma osvaja novinarsku rock nagradu Crni mačak za produkciju. Vatra s drugim albumom postiže još veći uspjeh kod šireg kruga publike i ponovno odrađuje veliku promotivnu koncertnu turneju. 1. srpnja 2003. godine kao specijalni gosti nastupili su na koncertu sastava Simple Minds u Zagrebu.[3] S albuma Anđeo s greškom objavljeni su singlovi: "Putujem", "Sunce", "Srce", "Želim biti ti", "Dno od suza".
- 2004. godine izlazi i treći studijski album skupine pod nazivom Prekid programa. To je bio njihov najuspješniji album dotada. Skladbama "Anđeo s greškom", "Gorim", "Privremeno nedostupan", "Unutra – van" i "Alkohol", sastav ostvaruje prva mjesta na nacionalnim TV i radijskim top ljestvicama, dok se video uradak za skladbu "Privremeno nedostupan" (režija Radislav Jovanov Gonzo) pojavljuje na Britanskom MTV-u. Tiraža albuma tiskana je dva puta, a video uradak za skladbu "Gorim" u režiji Gonza nominiran je za nagradu Porin. Turneja poprima široke razmjere, pa Vatra odrađuje mnogobrojne i uspješne koncerte.
- 2006. godine Vatra objavljuje album pod nazivom Aritmija. Producent albuma i dalje je Denyken, a izdavačka kuća Dallas Records. Album je nominiran za diskografsku nagradu Porin u kategoriji rock album godine, a Vatra svojim energičnim nastupom na dodjeli biva proglašena za najuzbudljiviji trenutak te diskografske nagrade. Slijede dvije turneje. Prva je nazvana Vatra vs Ramirez, koju otvaraju krajem 2006. godine koncertom u prepunoj zagrebačkoj Tvornici, te nakon toga slijedi turneja u kojoj sastavi obilaze čitavu Hrvatsku i bilježe veliki uspjeh. U drugoj pod imenom Vatreno & Pepsi ljeto 2007, Vatra po prvi puta odlazi na sponzoriranu turneju, kojom obilaze kompletnu obalu Jadrana. Uspješnu turneju zatvaraju koncertom u zagrebačkom klubu Aquarius. S albuma su objaveljni singlovi "Ruska", "Mornarska majica", "Lak za nokte", "Miss" i "Privatni pakao".
- 2008. godine Vatra objavljuje svoj peti album nazvan Sputnik, na kojem sastav radi značajni zaokret u zvuku. Kao producenti odabrani su Jura Ferina i Pavle Miholjević (pokretački dvojac zagrebačke skupine Svadbas). Album je dobrim djelom snimljen analogno, a već po objavljivanju odlično je prihvaćen kod glazbenih kritičara i publike. Skladbe koje su prve objavljene kao singlovi su "John Travolta" i "Eskim". Video uradak za skladbu "Eskim", djelo je Filipa Filkovića Philatza, koji je inače zadužen za kompletni vizualni identitet Vatre (službeni web, cover za Sputnik, koncertni plakati i drugo), plijeni pozornost, te kao i tek objavljeni Sputnik dobiva odlične kritike.
- 2011. godine Vatra objavljuje šesti studijski album "Ima li budnih". Predstavljaju ga pjesmama "Tremolo"  feat. Damir Urban, "Ima li budnih" feat. Ljubica Gurdulić (Svadbas), "Plima adrenalina"... Produkciju ponovno potpisuju Jura Ferina i Pavle Miholjević.
- 2013. objavljen je EP "VT". Album sadrži rearanžirane uspješnice grupe Vatra koje su već objavljene na prethodnim albumima. Na albumu se nalazi šest pjesama: "Vrati se" (EP version), "Bilo je dobro dok je trajalo" (EP version), "Gorim" (EP version), "Tebi u lice" (EP version), "00:50" (EP version) i "Tremolo" (all the woods rmx). Album je nagrađen Porinom u kategoriji alternativne glazbe.

## Diskografija

### Studijski albumi
- Između nas (Jabukaton, 1999.)
- Anđeo s greškom (Dallas Records, 2002.)
- Prekid programa (Dallas Records, 2004.)
- Aritmija (Dallas Records, 2006.)
- Sputnik (Dallas Records, 2008.)
- Ima li budnih (Dallas Records, 2011.)
- VT (Dallas Records, 2013.)
- Zmajevi na vjetru (Dallas Records, 2015.)
- Nama se nikud ne žuri (Dallas Records, 2019.)
- Javi se kad stigneš (Dallas Records, 2022.)

### Albumi uživo
- Akustik u Lisinskom (Dallas Records, 2017.)
- Vatra XX uživo (Dallas Records, 2019.)

### Ostala izdanja
- Ultramix (Dallas Records, 2019.)

### Singlovi
- "Bilo je dobro dok je trajalo" (1999.)
- "L.A." (1999.)
- "Tvoja ljubav" (2000.)
- "Vrati se" (2000.)
- "Putujem" (2002.)
- "Sunce" (2003.)
- "Želim biti ti" (2003.)
- "Ruska" (2006.)
- "John Travolta" (2008.)
- "Eskim" (2008.)
- "Svjetla i sirene" (2009.)
- "Glava kojom ne razmišljam" (2009.)
- "Dva akrobata" (2009.)
- "Tremolo" feat. Damir Urban (2011.)
- "Ima li budnih" feat. Ljubica Gurdulić (2011.)
- "Plima adrenalina" (2011.)
- "Oproštaj" (2012.)
- "Limunova kora" (2012.)
- "Tango" (2014.)
- "Saturn" (2014.)
- "Kraj" (2015.)
- "Jantar" (2015.)
- "Sekvoje" (2017.)
- "Nama se nikud ne žuri" feat. Massimo (2018.)
- "Ukleti Holandez" (2018.)
- "Sve je tišina" (2019.)
- "Carstvo Sunca" (2020.)
- "Sva naša ljeta" (2020.)
- "Vidi kako se smiješ" (2021.)
- "Javi se kad stigneš" (2022.)

## Nagrade

### Porin
| Godina | Kategorija                         | Za                                          |
| ------ | ---------------------------------- | ------------------------------------------- |
| 2012.  | Najbolja vokalna suradnja          | Pjesmu "Tremolo" (s Damirom Urbanom)        |
| 2014.  | Najbolji album alternativne glazbe | Album "VT"                                  |
| 2015.  | Pjesma godine                      | Pjesmu "Tango"                              |
| 2015.  | Najbolja izvedba grupe s vokalom   | Pjesmu "Tango"                              |
| 2015.  | Najbolja produkcija                | Pjesmu "Tango"                              |
| 2015.  | Najbolja snimka                    | Pjesmu "Tango"                              |
| 2019.  | Najbolja vokalna suradnja          | Pjesmu "Nama se nikud ne žuri" (s Massimom) |
|        | Ukupno Porina: 7                   |                                             |

## Vanjske poveznice
- Službene stranice na Facebooku
- MySpace